# Gastrancistrus torymiformis
Gastrancistrus torymiformis är en stekelart som först beskrevs av Julius Theodor Christian Ratzeburg 1852.  Gastrancistrus torymiformis ingår i släktet Gastrancistrus och familjen puppglanssteklar. Arten är reproducerande i Sverige. Inga underarter finns listade i Catalogue of Life.